# نیشوپینگ
شهر نیشوپینگ (به سوئدی: Nyköping) در ناحیه شهری نیشوپینگ در کشور سوئد واقع شده‌است. جمعیت این شهر ۲۲۵۲٫۷۱  نفر است.

## نگارخانه

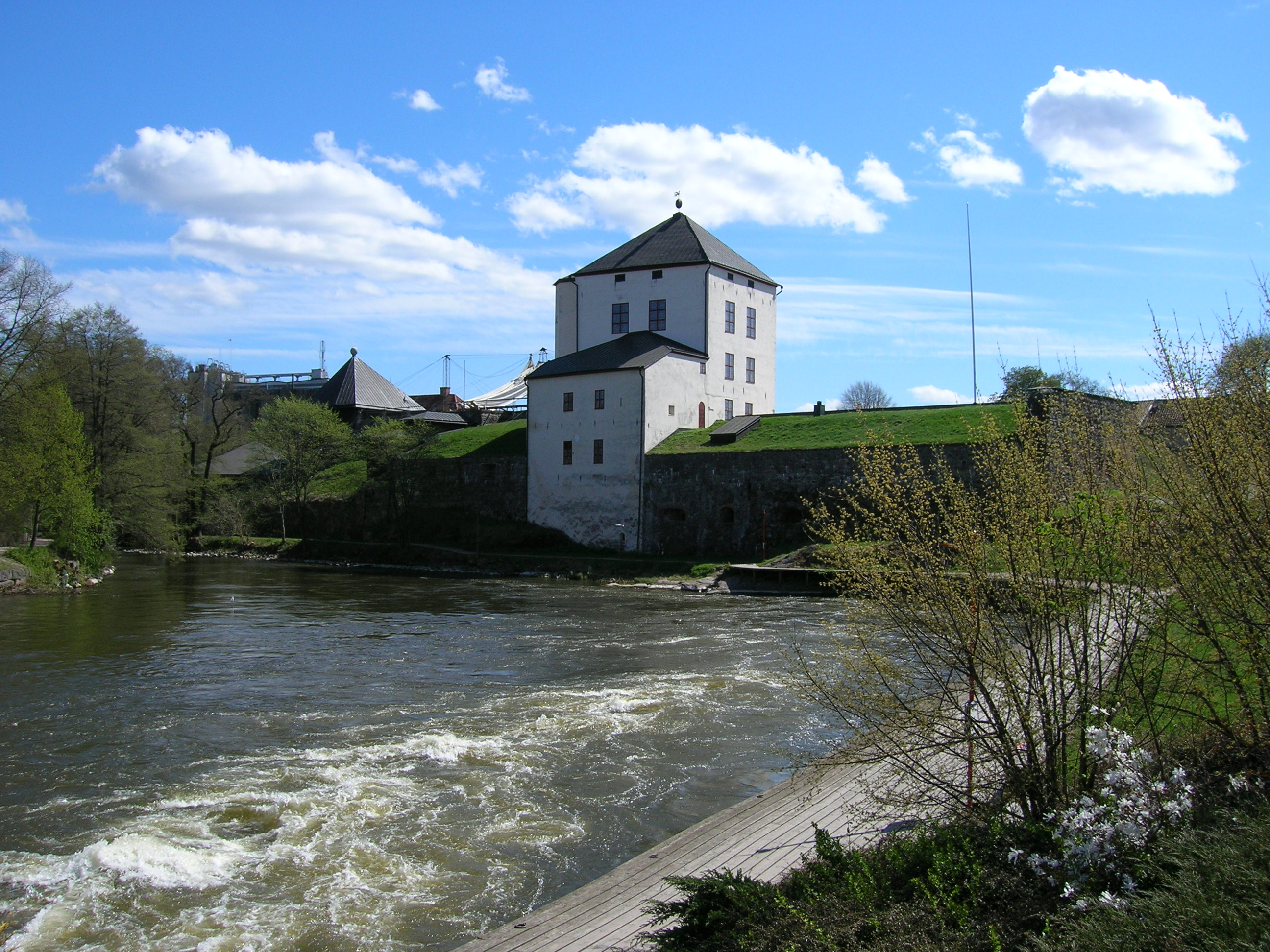
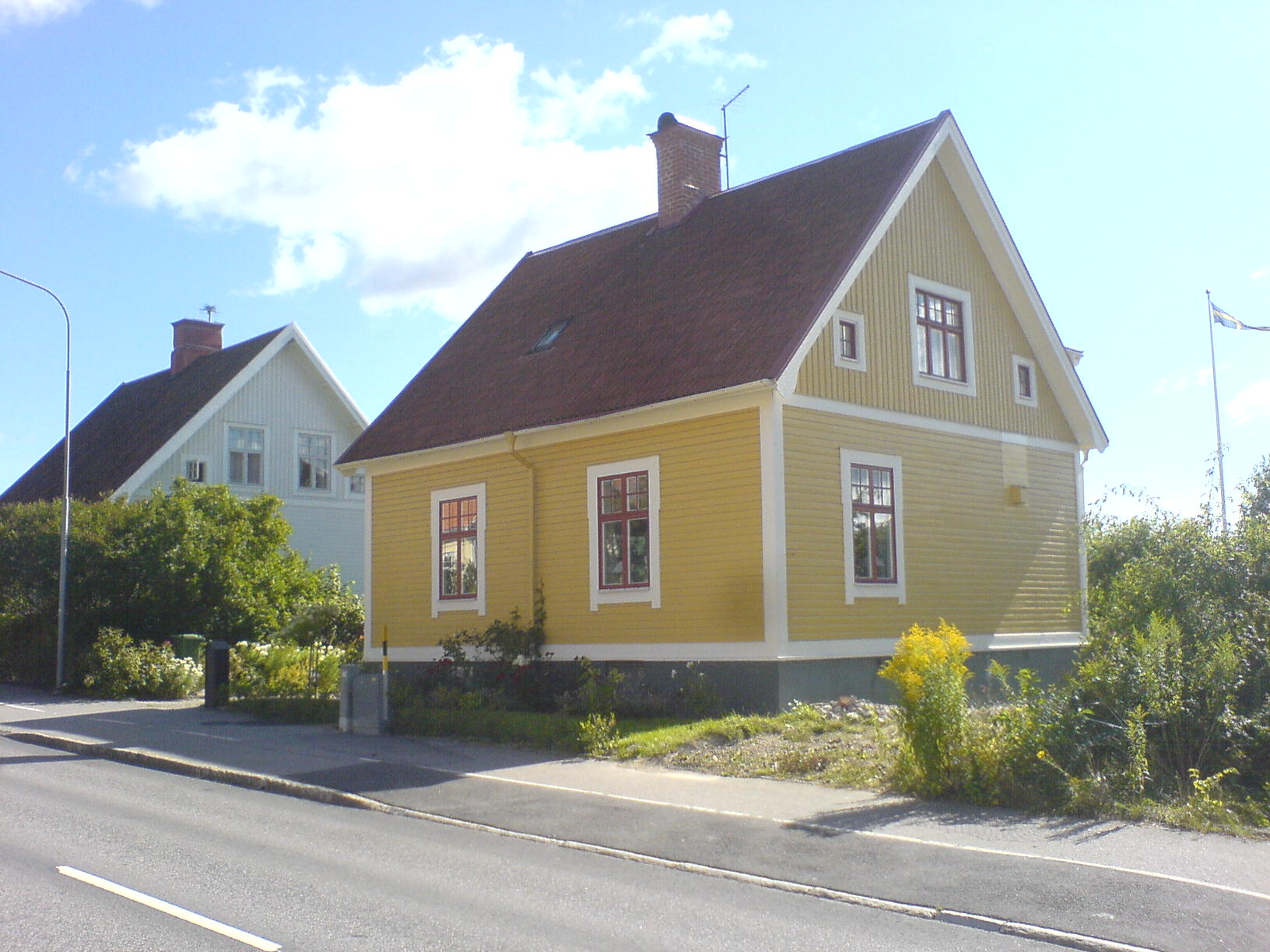
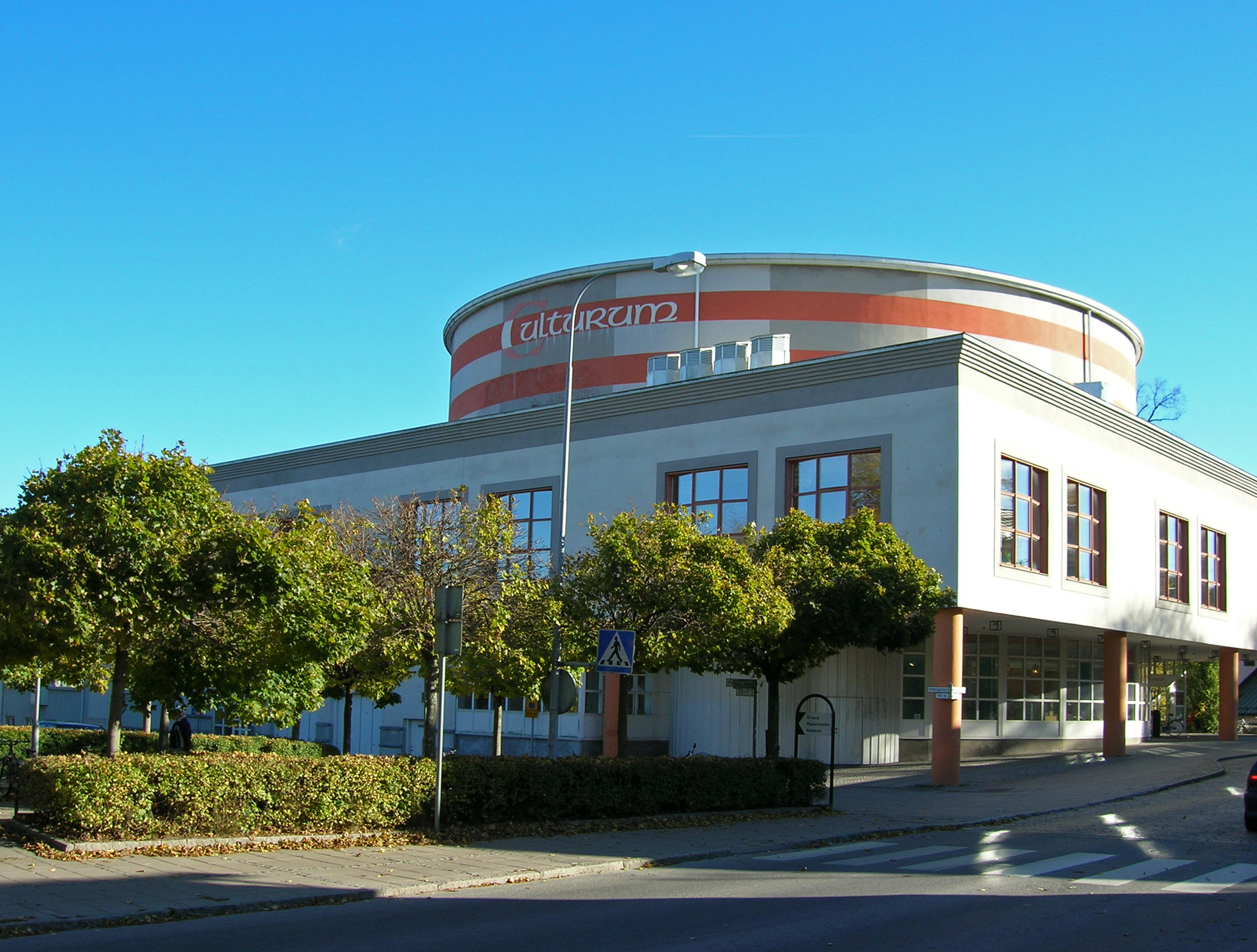
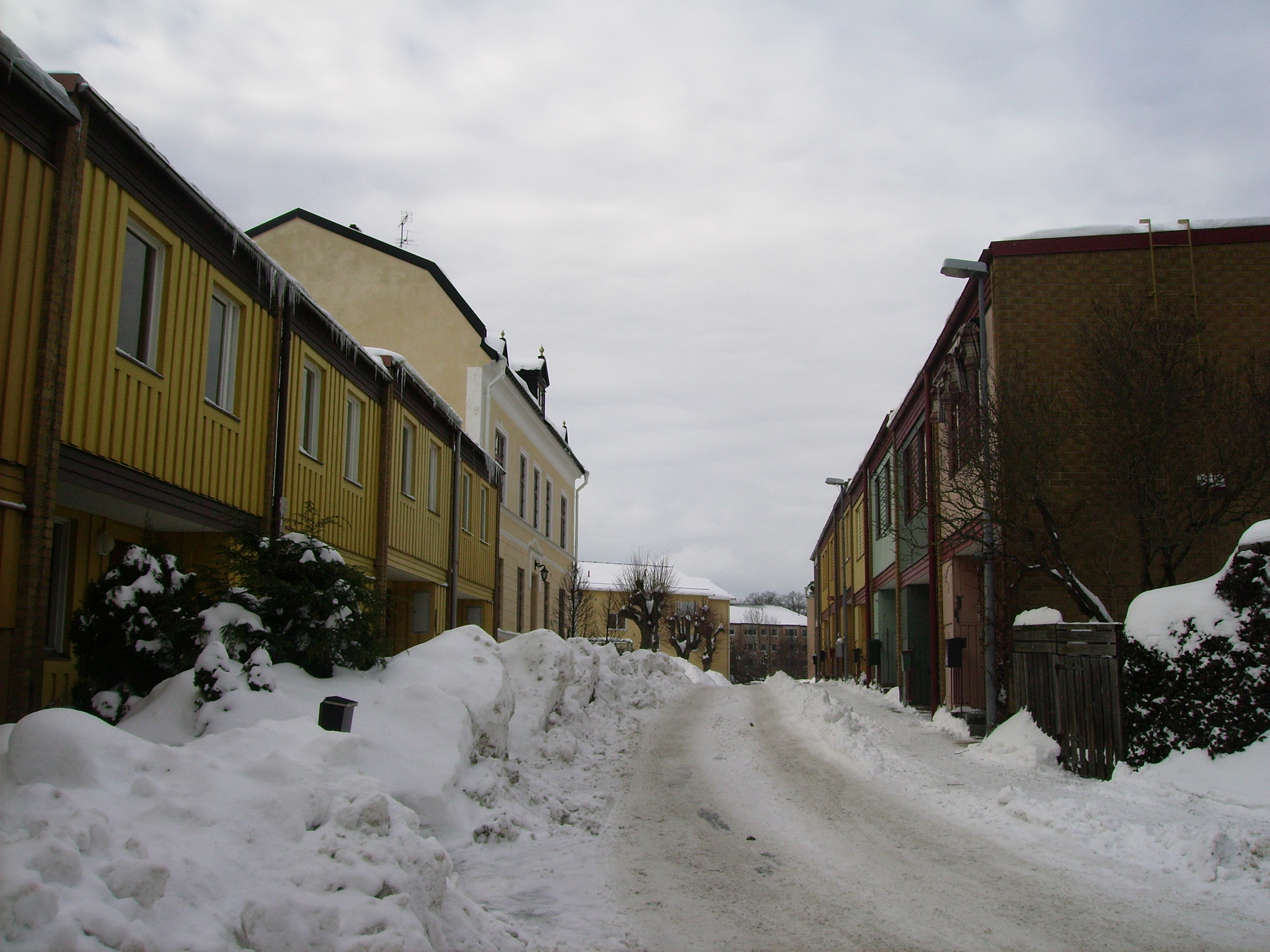
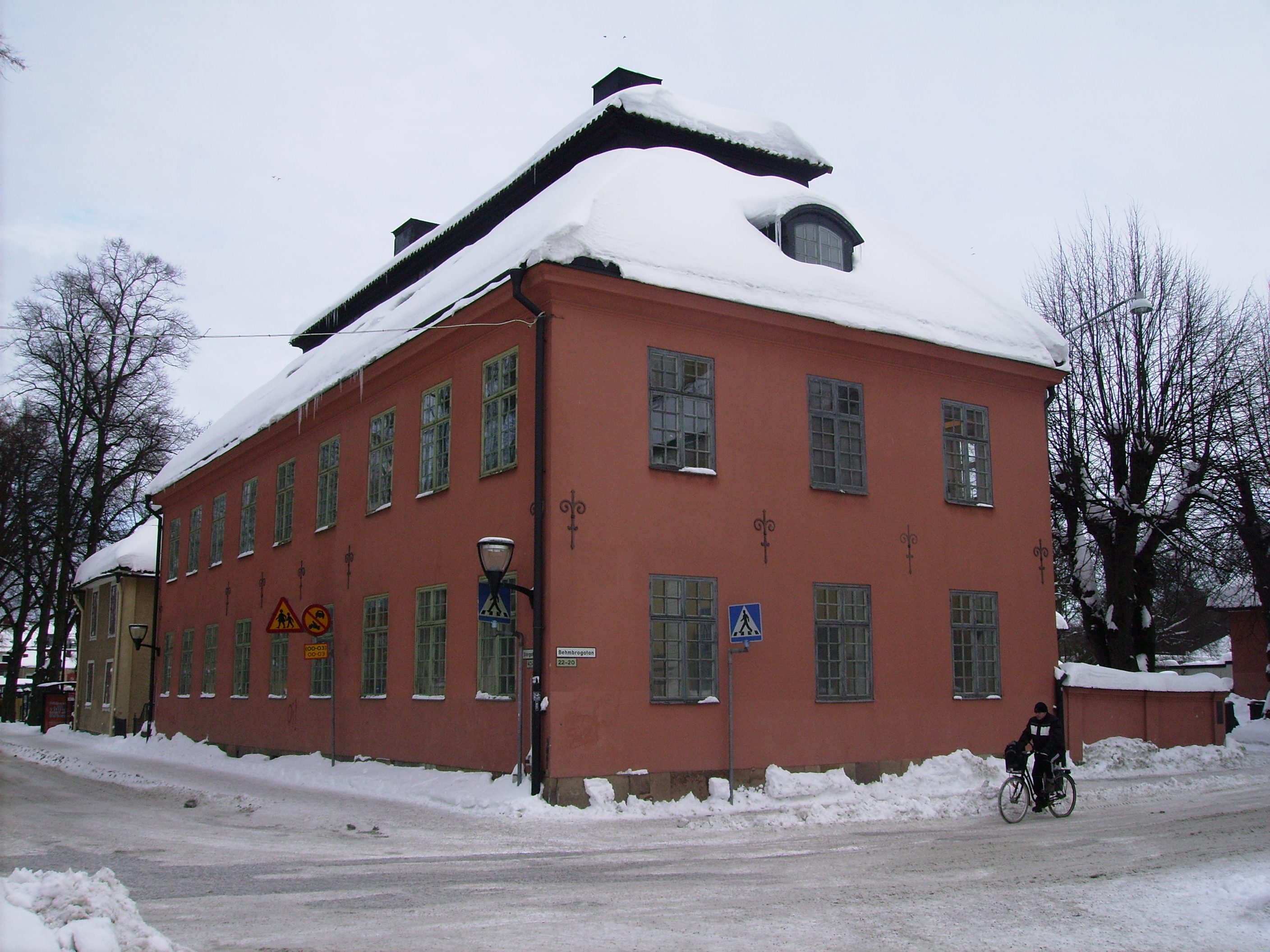
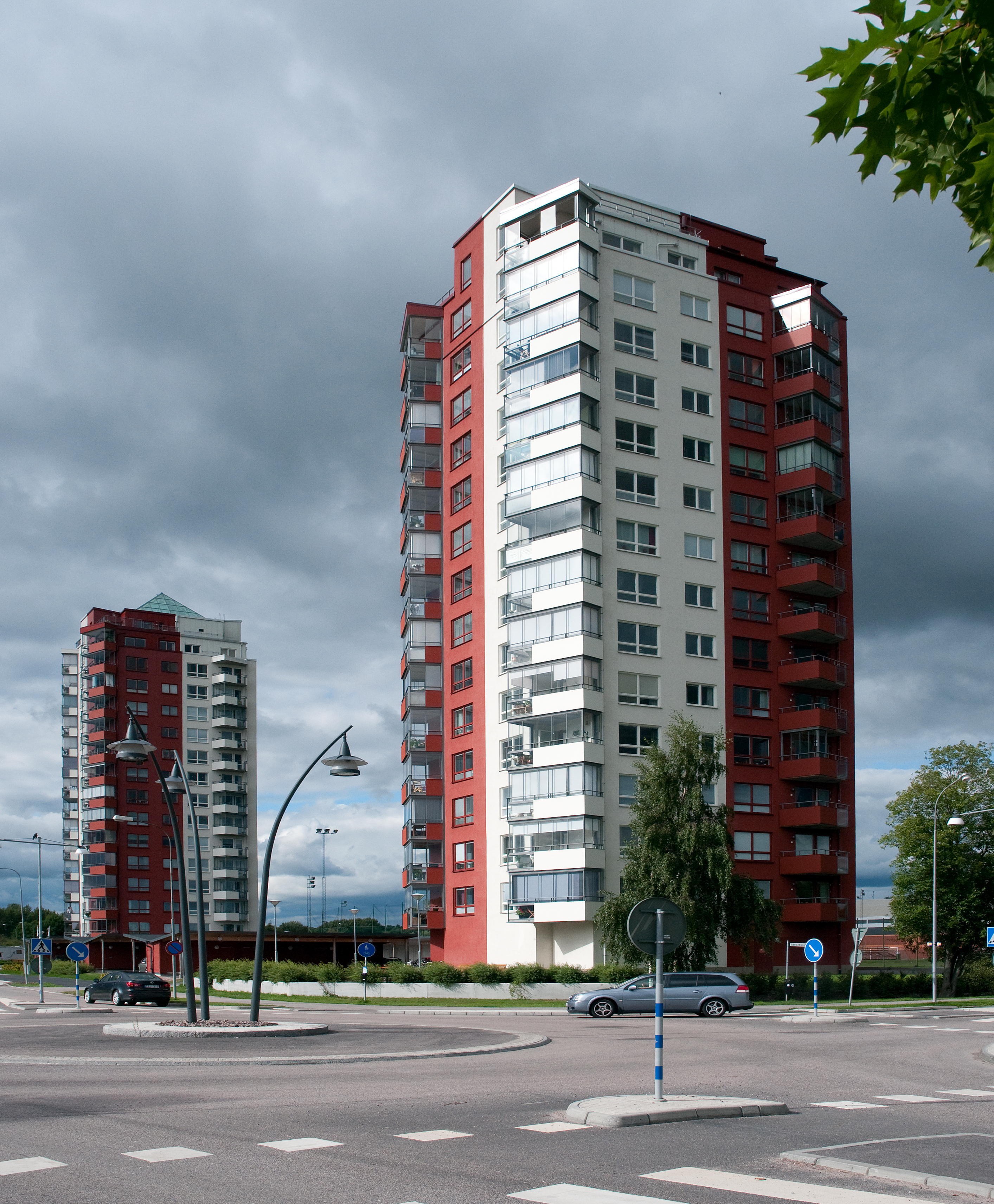
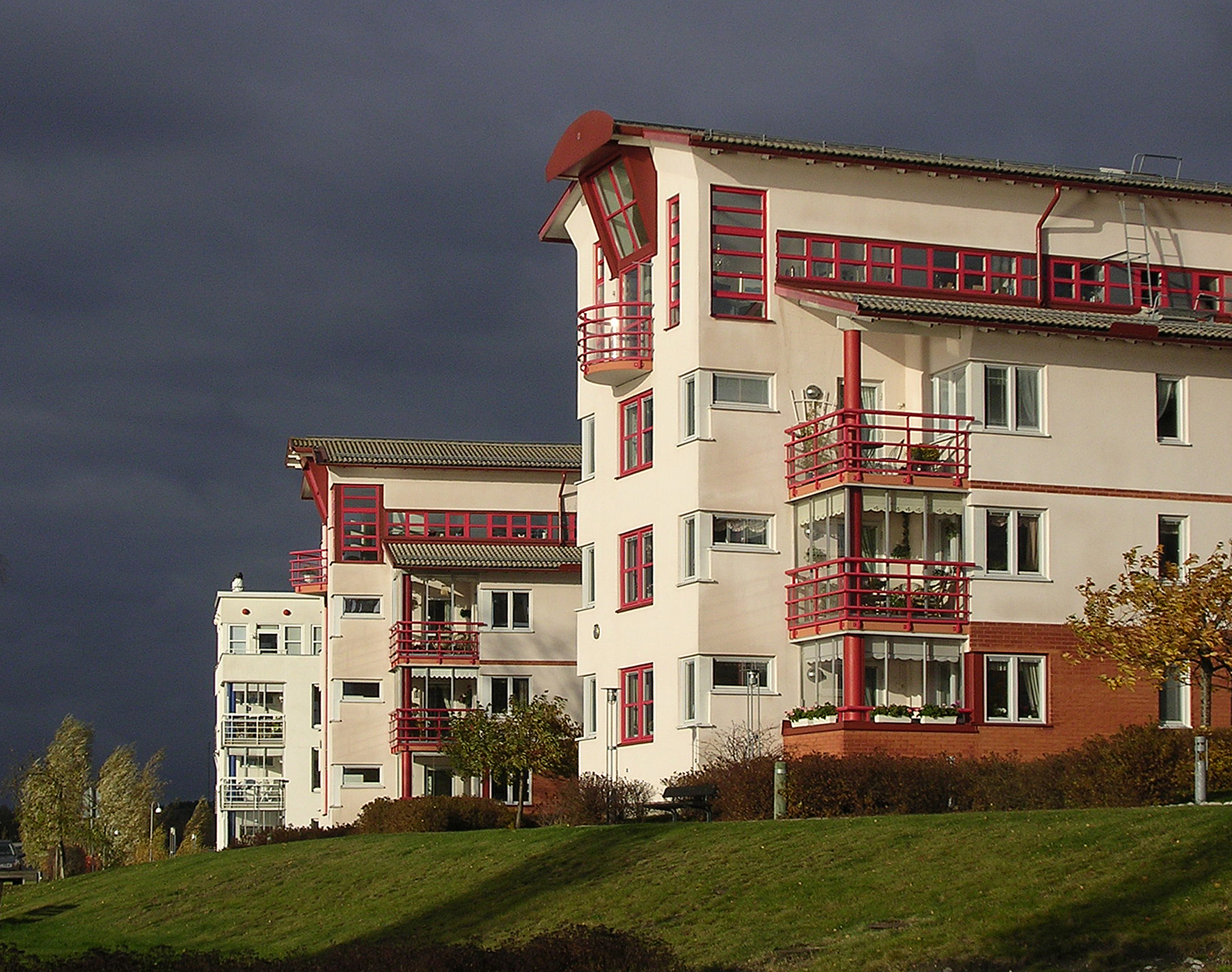
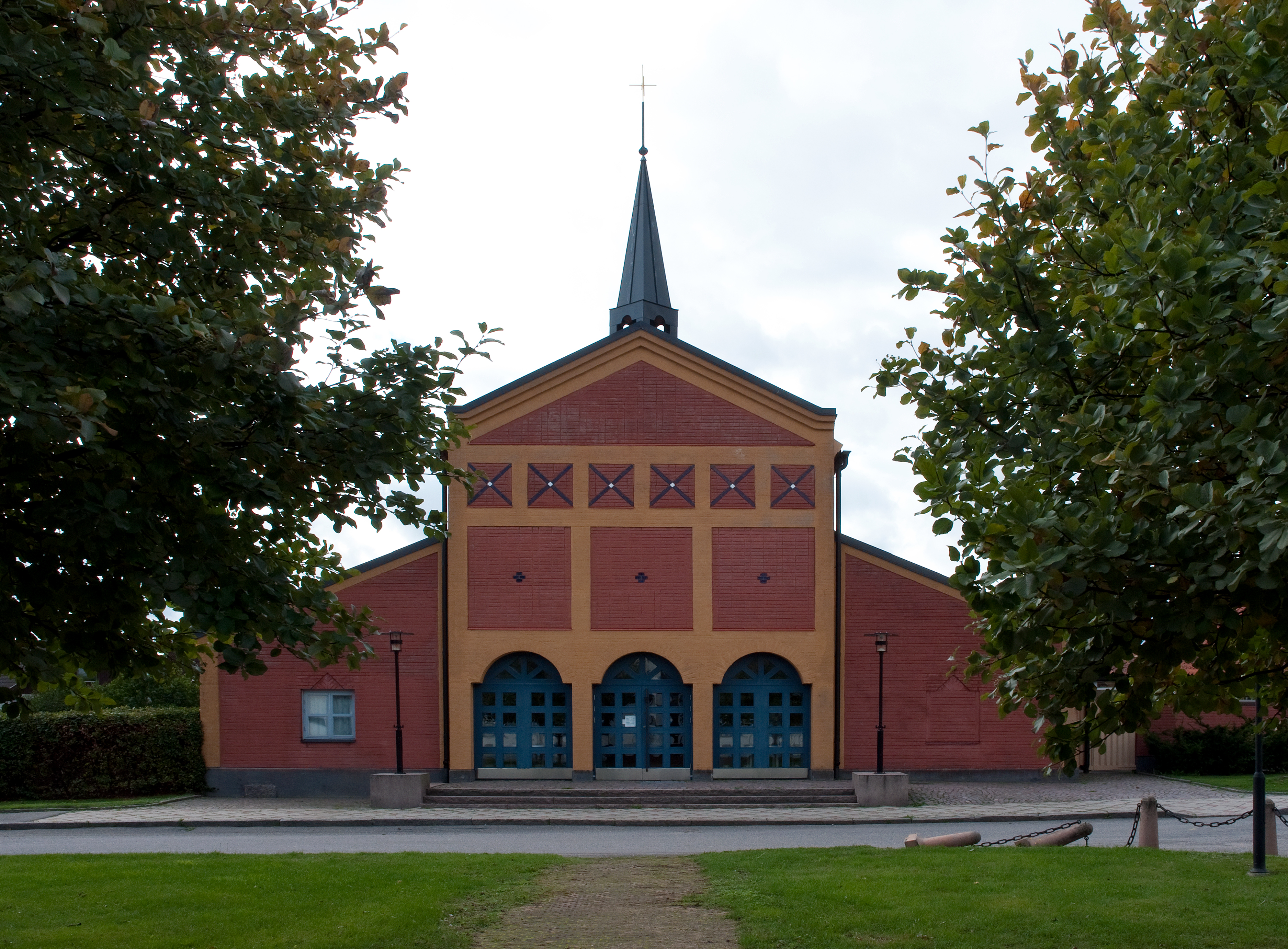
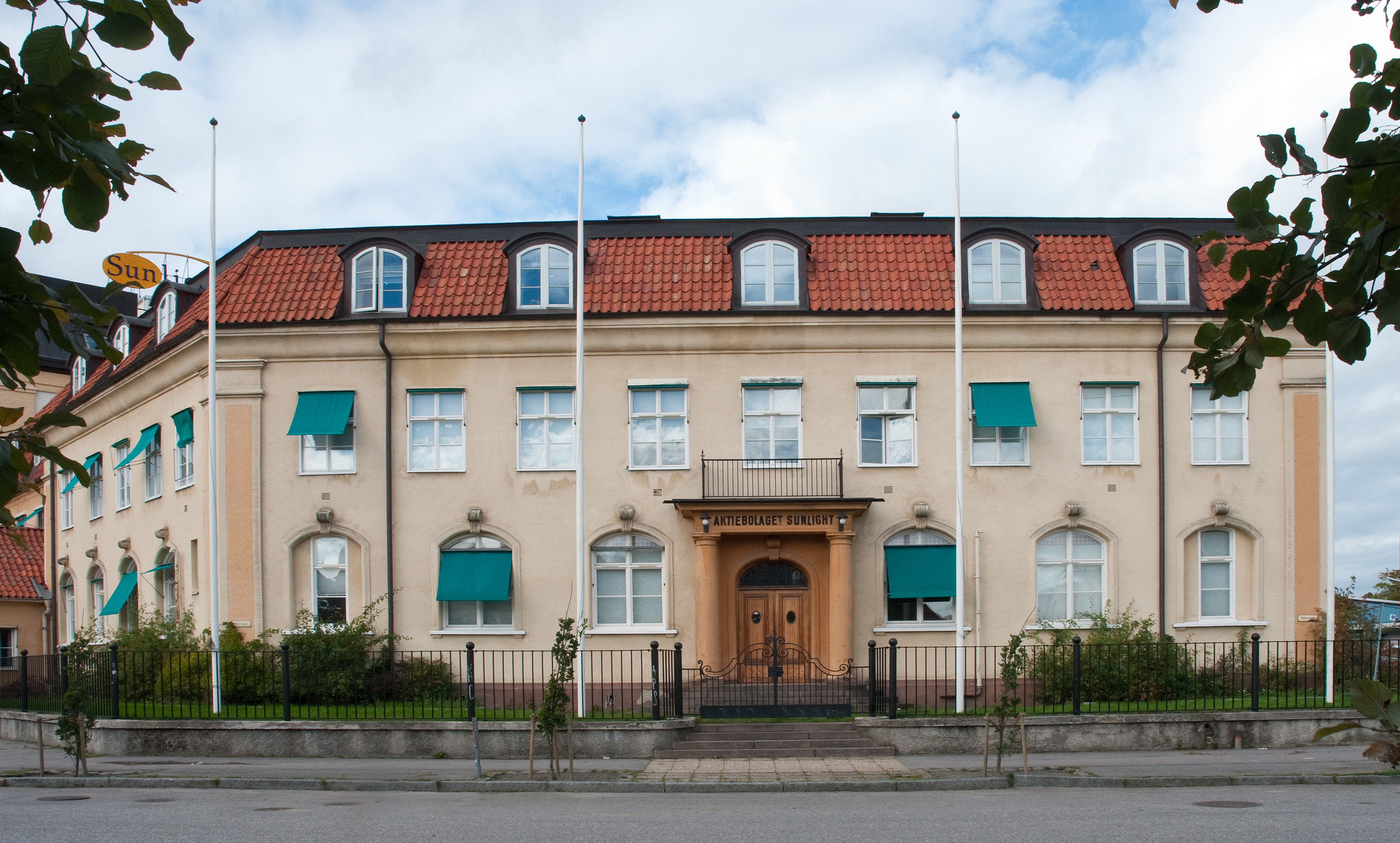
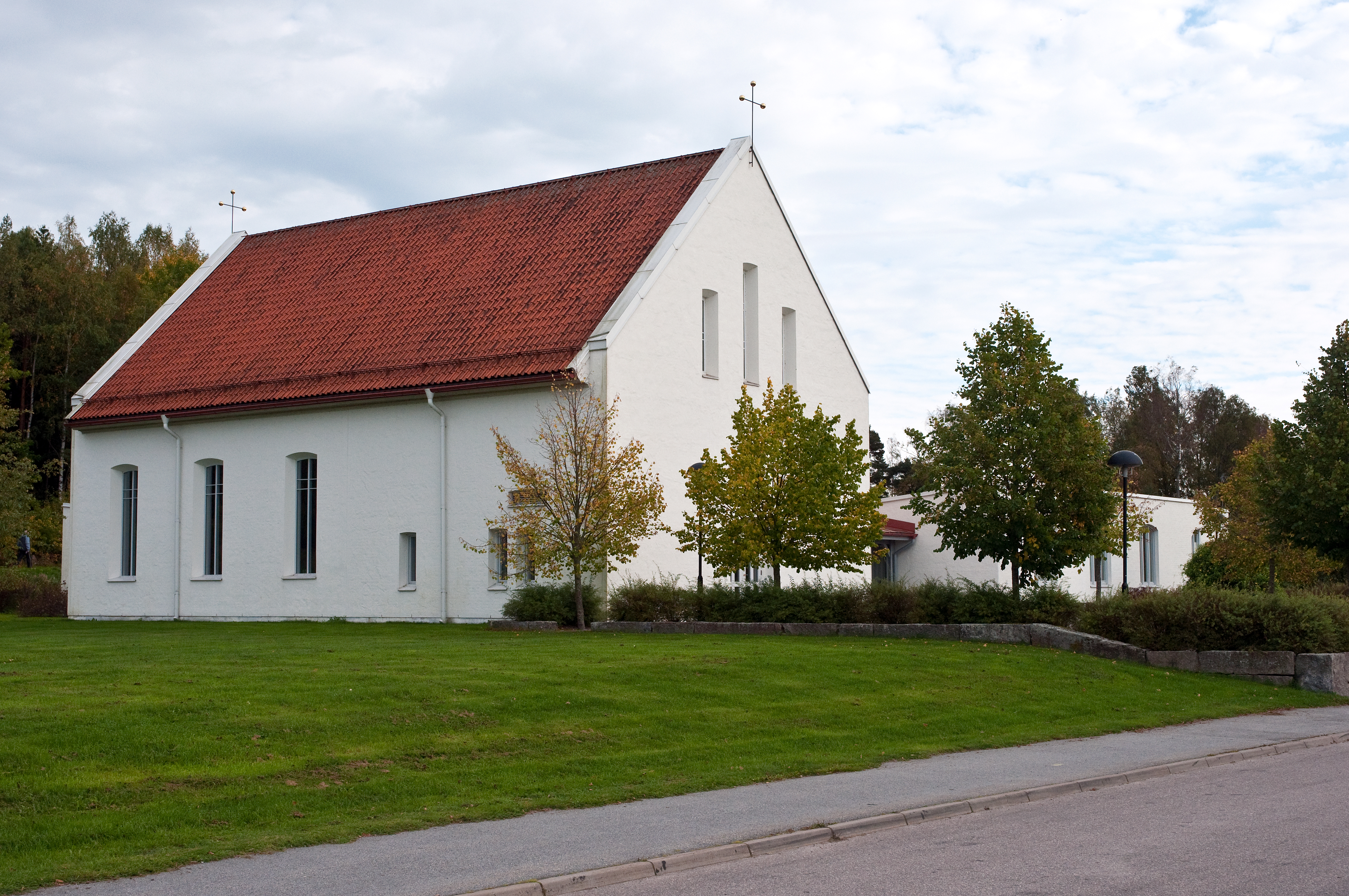
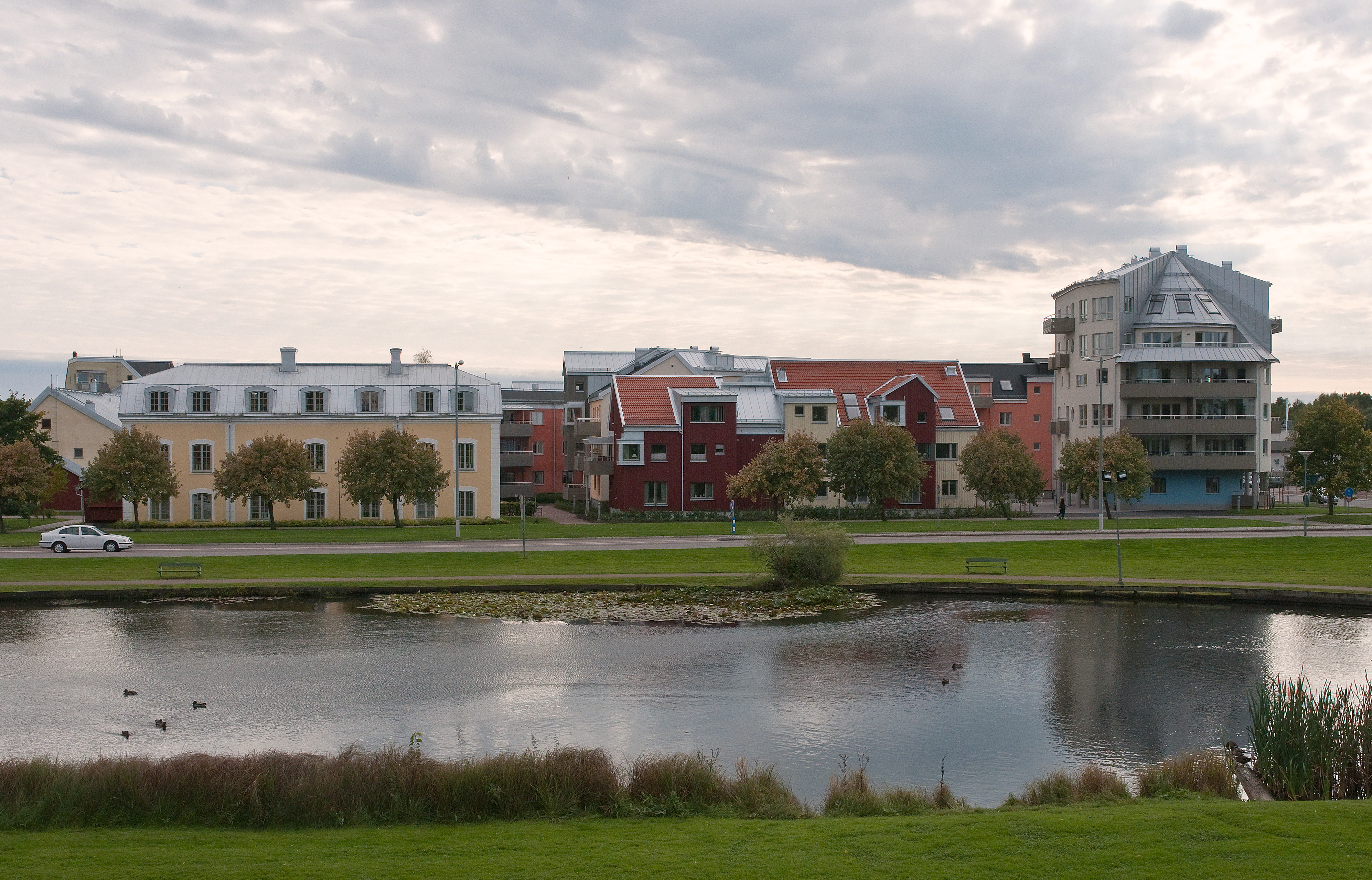
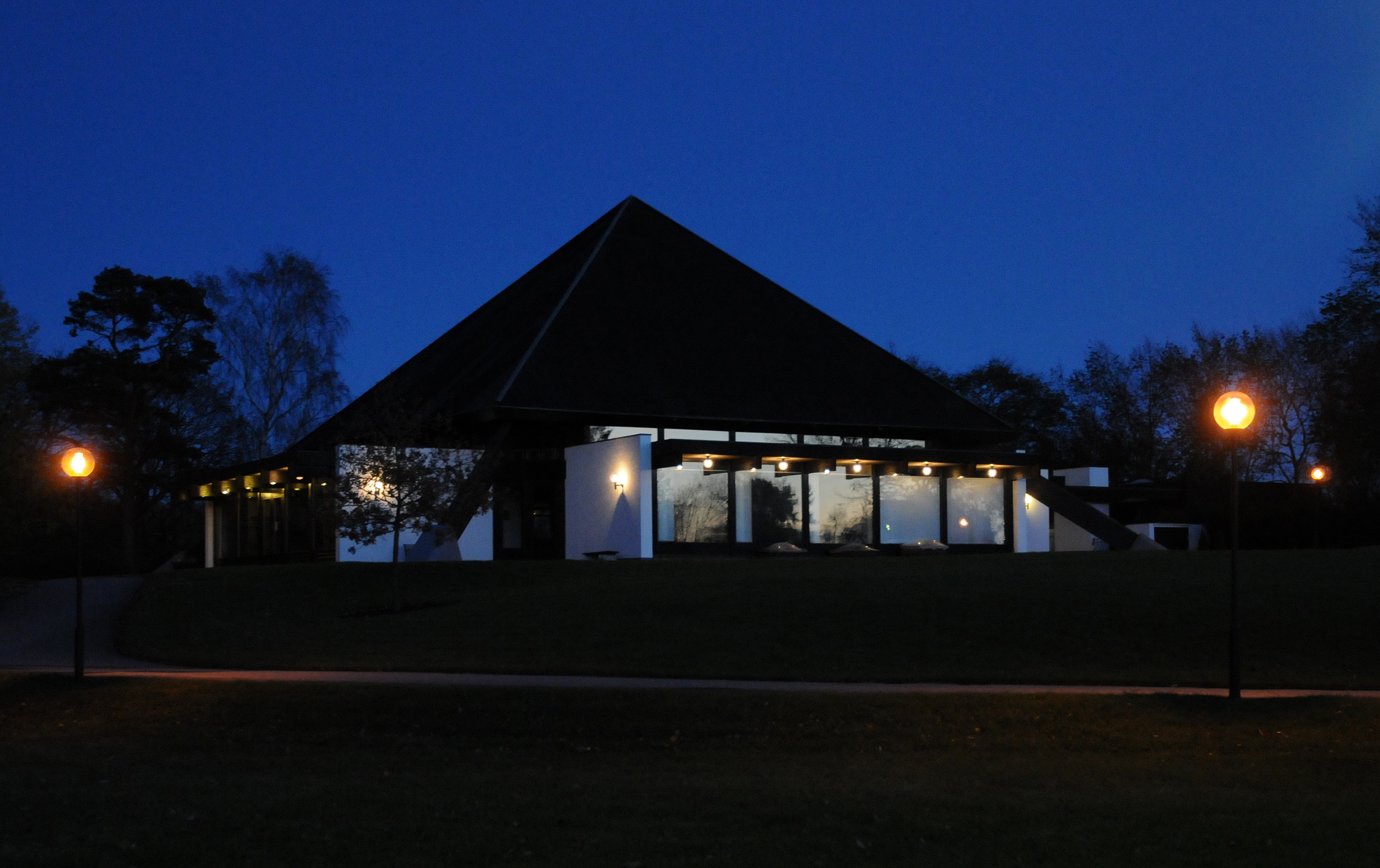
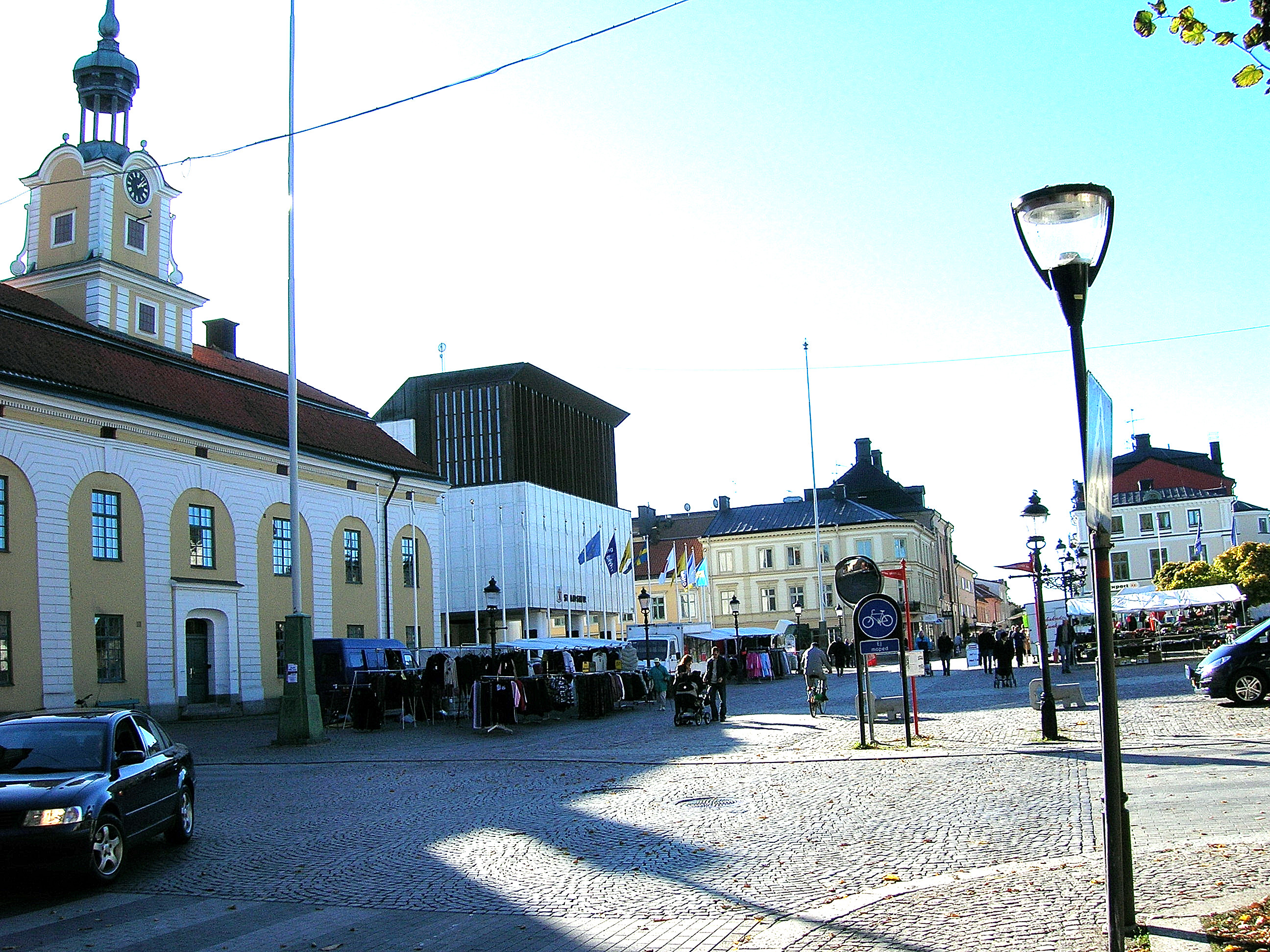